# Spedizione di Yellowstone del 1873
La spedizione di Yellowstone del 1873 fu pianificata dell'esercito degli Stati Uniti per effettuare un'esplorazione scientifica dei territori del Dakota e del Montana e per fornire protezione e assistenza ai tecnici della Northern Pacific Railway che stavano eseguendo rilevamenti topografici per la realizzazione di una linea ferroviaria nella valle del fiume Yellowstone. La spedizione era comandata dal colonnello David S. Stanley, con il tenente colonnello George A. Custer che era a capo del contingente militare di supporto alla spedizione ed aveva funzioni di comandante in seconda.

## Antecedenti
Quello che è oggi il Parco nazionale di Yellowstone è stato un territorio coperto da fascino e da mistero fino quasi alla fine del XIX secolo. Nel corso dei decenni furono vari i tentativi di esplorare quel territorio, ma senza mai raggiungere un risultato soddisfacente. Nel 1860 la spedizione guidata dal capitano William Raynolds aveva prodotto una mappa dello Yellowstone che il famoso mountain man Jim Bridger giustamente aveva definito 'Terra incognita'. Nel suo rapporto Raynolds scrisse «... non dubito che un giorno non molto lontano i misteri di questa regione saranno pienamente rivelati, e sebbene sia di piccola estensione, considero la valle dello Yellowstone superiore come il più interessante distretto inesplorato nel nostro paese».
Inoltre su quel territorio si era aperto un conflitto con gli indiani Lakota Sioux. Con il trattato di Fort Laramie del 1868 venne costituita la grande riserva Sioux nella regione tra Wyoming e Montana senza tuttavia definire il confine a nord che per il governo di Washington coincideva con il percorso del fiume Yellowstone, mentre per gli indiani si estendeva fino al confine con il Canada. La disputa quindi riguardava tutta la vasta area a nord del fiume Yellowstone.

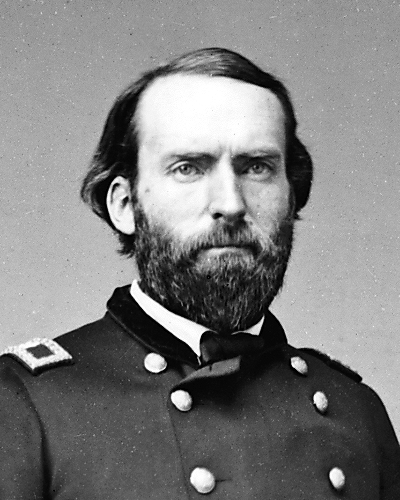
Il colonnello David S. Stanley

Gli indiani Sioux e Cheyenne si opposero fieramente alla penetrazione dei bianchi nella valle dello Yellowstone che era il cuore dei loro terreni di caccia. Nel 1872, una precedente spedizione di rilevamento guidata da David S. Stanley si era risolta in un mezzo fallimento ed aveva avuto come conseguenza la morte del tenente Lewis D. Adair, del 22º Reggimento di fanteria, e il ferimento grave del capo degli ingegneri della Northern Pacific.
Il generale Philip Sheridan, con l'intento di porre fine a quelle ostilità, aveva deciso di dare una prova di forza per scoraggiare ogni accenno di violenza da parte degli indiani. Aveva fatto costruire quattro postazioni militari per presidiare la regione e, nel 1873, aveva pianificato una grande operazione esplorativa e di supporto agli uomini che stavano lavorando alla costruzione della ferrovia Northern  Pacific per aprire un collegamento verso ovest proprio seguendo il percorso del fiume Yellowstone.
Il comando della spedizione era stato affidato anche questa volta al colonnello David S. Stanley, un veterano della guerra civile. Da vice comandante fungeva George Armstrong Custer che era in appoggio alla spedizione con dieci squadroni del 7º Reggimento di cavalleria. In quella missione Custer aveva portato con sé gli uomini più fidati: il fratello, tenente Thomas Custer (compagnia A), il cognato, tenente James Calhoun (compagnia L), il capitano Myles Moylan (compagnia B), il capitano George W. M. Yates (compagnia F), il sottotenente Charles Varnum (compagnia B), il capo dei suoi scout, l'indiano arikara Coltello Insanguinato e lo scout bianco Charley Reynolds.

## La spedizione
Il grosso della spedizione, con in testa Stanley e Custer, partì da Fort Rice (territorio del Dakota) la mattina del 20 giugno 1873 diretta ad ovest del fiume Missouri. Quattro giorni prima da Fort Abraham Lincoln, nell'odierno Nord Dakota, era partito il gruppo di rilevamento topografico insieme a sei compagnie del 9º Reggimento di fanteria al comando del maggiore Edwin F. Townsend con l'ordine di viaggiare verso ovest fino ad incontrare la colonna di Stanley.
I numeri della spedizione erano impressionanti. Stanley aveva con sé una forza che comprendeva 79 ufficiali, 1451 soldati, 27 scout indiani o mezzo sangue, 353 civili, due pezzi di artiglieria da campagna Rodman da 3 pollici, 2321 tra cavalli e muli ed inoltre 275 grossi carri (di cui 1 carro ospedale e 6 ambulanze) per il trasporto di provviste e foraggio necessari per due mesi e di tutto il materiale scientifico. Alla spedizione era aggregato anche Samuel J. Barrows, un giornalista del New York Tribune che aveva il compito di fornire una dettagliata narrazione della missione. Libbie, la moglie di Custer, che assistette alla partenza della spedizione da Fort Rice, la descrive come «… una scena meravigliosa e di grande bellezza. La cavalleria e la fanteria, in questo ordine, gli scout, i muli da soma, l'artiglieria e in fondo a tutto la lunga teoria dei carri coperti, tutti insieme formavano una colonna lunga circa due miglia». Oltre a ciò, in appoggio alla colonna di terra c'erano due battelli a vapore che navigavano sui fiumi Yellowstone e Missouri.
Nei primi diciassette giorni di marcia la colonna di Stanley incontrò condizioni meteorologiche sfavorevoli con forti piogge che ne ostacolarono il cammino. Dopo aver attraversato il fiume Heart, il 27 giugno il colonnello Stanley ricevette un rapporto dal signor Rosser, capo degli ingegneri della Northern Pacific e dal maggiore Townsend, secondo cui due giorni prima il gruppo di rilevamento e la sua scorta erano stati investiti da una violenta tempesta di grandine tanto che gli uomini erano riusciti a malapena a salvarsi dagli impetuosi rovesci d'acqua e che gli animali, impazziti, avevano rotto i loro carri a tal punto da paralizzare completamente i movimenti sia dei topografi che della scorta.

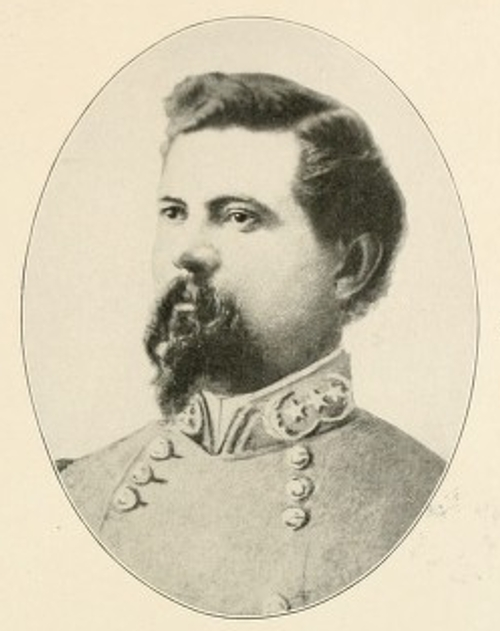
Thomas L. Rosser, con la divisa di maggior generale dell'esercito confederato.

Stanley inviò i cavalleggeri di Custer con l'equipaggiamento necessario a dar soccorso ai topografi e a riparare i danni subiti dai carri. Fu in questo modo che Custer ebbe la lieta sorpresa di incontrare, dopo tredici anni, il suo vecchio amico Thomas L. Rosser. I due erano stati compagni di corso a West Point, poi si erano separati allo scoppio della guerra di secessione che li aveva visti impegnati su fronti contrapposti in quanto Rosser, lasciata West Point poche settimane prima di diplomarsi, si era arruolato nell'esercito confederato. Nei momenti di calma della spedizione i due amici passavano il tempo a ricordare i quattro anni trascorsi insieme a West Point, a discutere delle battaglie della guerra civile in cui erano stati impegnati e dei loro progetti per il futuro.
Di tutt'altra natura era il rapporto tra Custer e Stanley. La predilezione di Stanley per l'alcool era cosa nota a tutti e lo stesso Rosser, che aveva partecipato alla precedente spedizione guidata da Stanley nel 1872, aveva avuto modo di annotare sul suo diario “[Stanley] mostra segni di aver fatto baldoria” e poi ancora “il vecchio è fuori controllo” Custer, invece, era insofferente e non mancava di contestare apertamente le decisioni spesso prese con ritardo dal suo superiore perché in stato di alterazione per le eccessive bevute. Dal canto suo Stanley, persona sensibile e disciplinata, non sopportava l'atteggiamento arrogante e provocatorio di Custer e la sua smania di protagonismo. Dopo otto giorni dall'inizio della spedizione, Stanley così scrisse alla moglie «Non ho avuto problemi con Custer e cercherò di evitare di averne, ma ho visto abbastanza di lui per convincermi che è un uomo dal sangue freddo, menzognero e senza principi. Egli è universalmente disprezzato dagli ufficiali del suo reggimento, tranne che dai suoi parenti e da uno o due dei suoi adulatori.»
Agli inizi di luglio la situazione inevitabilmente esplose. In varie occasioni, Custer aveva ignorato gli ordini di Stanley e quando questi venne a sapere che Custer aveva dato un cavallo dell'esercito ad uno dei topografi civili, infuriato, mise Custer agli arresti nella sua tenda e gli ordinò di porsi in fondo alla colonna quando si sarebbero mossi. La vicenda poi ebbe un risvolto positivo grazie all'intervento di Rosser che convinse Stanley a revocare il provvedimento punitivo.

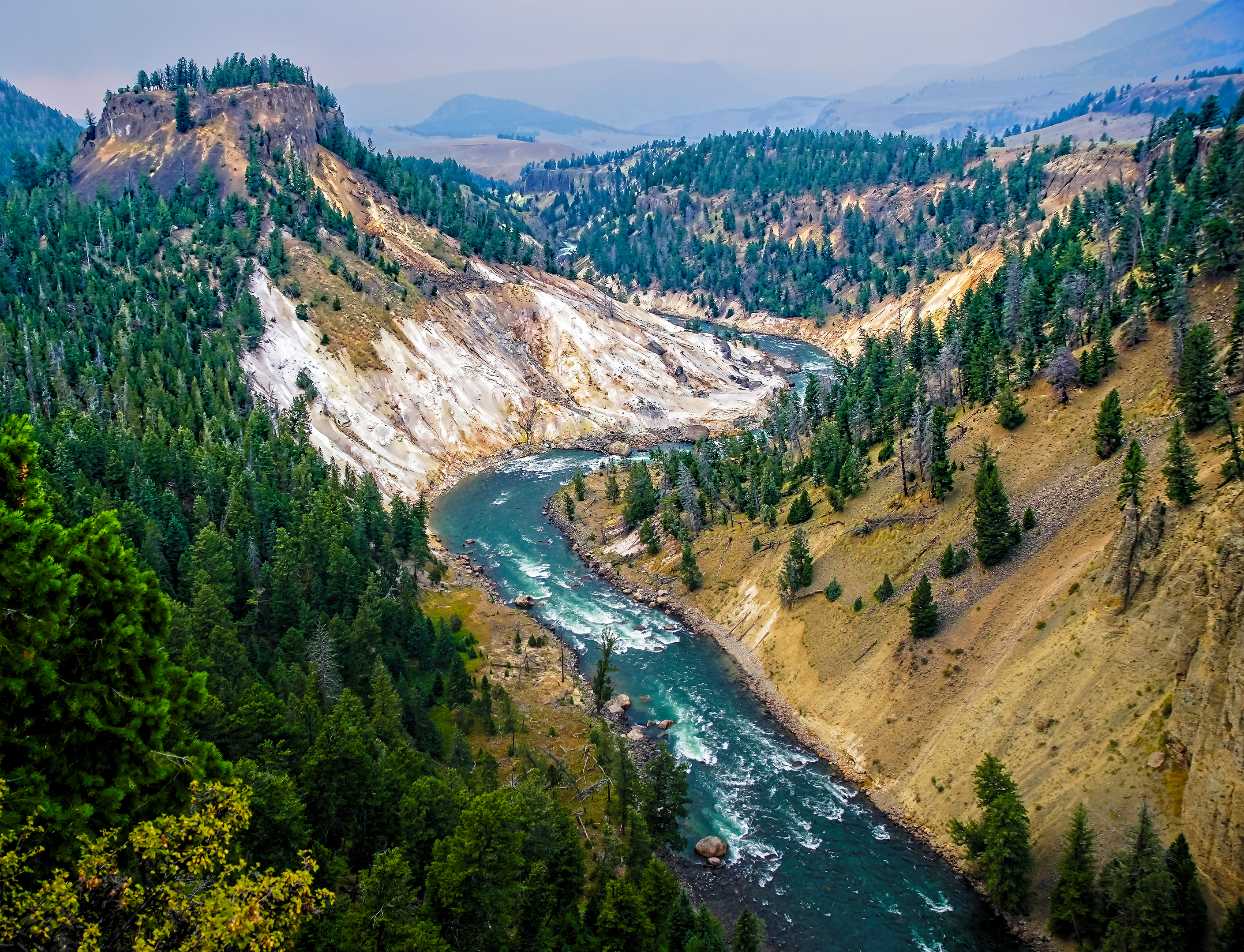
Le anse del fiume Yellowstone attraverso le montagne del Parco.

Intanto la spedizione proseguì nel suo cammino e dopo aver superato il Muddy River e il Little Missouri entrò nel territorio del Montana e il 13 luglio raggiunse il fiume Yellowstone. Gli uomini di Stanley si trovavano ormai in pieno territorio Lakota.
La valle dello Yellowstone, che nei primi esploratori aveva provocato emozioni intense, quasi di rapimento dinanzi alla bellezza selvaggia della natura, suscitò la stessa forte partecipazione emotiva in Custer che, avvinto da tanta bellezza, in una lettera del 19 luglio, così la descrisse a Libbie «Nessun artista sarebbe in grado di riprodurre fedelmente la bellezza della regione che abbiamo attraversato. Ciascun passo del nostro cammino era simile al mutar delle immagini in un caleidoscopio che offriva  al nostro sguardo incantato vedute che ci hanno quasi sconvolto per la loro sublimità».
Custer ebbe poi l'incarico di portarsi con due squadroni di cavalleria attraverso un percorso accidentato allo sbocco del Glendive Creek nel fiume Yellowstone, dove ad attenderli trovarono il battello a vapore Key West con i rifornimenti necessari per la spedizione.
Il 26 luglio la lunga carovana di uomini e di carri attraversò il fiume Yellowstone e si portò sulla riva nord. Dopo aver viaggiato verso ovest, il 1º agosto, la colonna di Stanley a otto miglia sopra la foce del fiume Powder trovò la nave a vapore Josephine che aveva portato altre scorte di materiale e di foraggio.
Quella notte fu importante perché gli uomini della spedizione ebbero le prime avvisaglie della presenza degli indiani. Le sentinelle spararono su alcuni di essi che si erano avvicinati troppo al campo, probabilmente per rubare i cavalli, e il giorno successivo altri indiani furono visti risalire la valle.

### Battaglia di Honsinger Bluff
Il 4 agosto la spedizione era accampata nei pressi dello sbocco del Sunday Creek, un affluente dello Yellowstone. La mattina presto la colonna si mise in movimento risalendo il lato nord-ovest della collina lungo il bivio sud del Sunday Creek mentre il capitano George W. Yates con una compagnia del 7º Cavalleria faceva da scorta ai topografi lungo il lato sud-est della collina. Stanley incaricò Custer di andare in avanscoperta rispetto al grosso della colonna, compito rischioso questo, ma che Custer svolgeva sempre di buon grado.
Il gruppo di Custer era formato dalle compagnie A e B agli ordini del capitano Myles Moylan per un totale di 86 cavalleggeri. Con loro c'erano anche il fratello, tenente Thomas Custer, il cognato, tenente James Calhoun, e alcuni scout indiani.

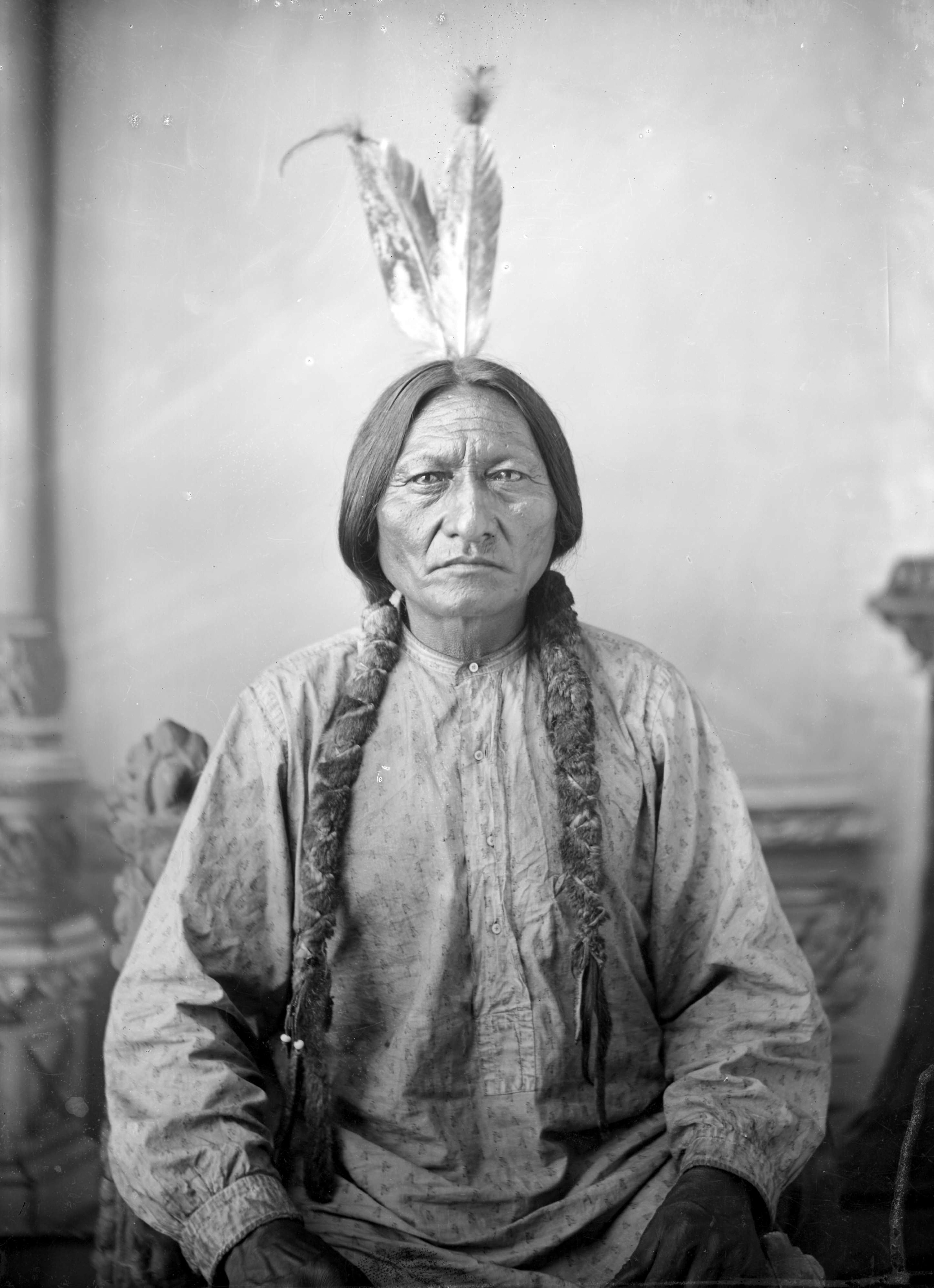
Toro Seduto, capo tribù dei Sioux Hunkpapa

Alla confluenza dei fiumi Tongue e Yellowstone, Custer individuò un'area boschiva  che, a suo parere, sarebbe stata un luogo adatto per l'accampamento della colonna di Stanley quella sera. Fece smontare da cavallo i suoi uomini, mise alcune sentinelle di guardia e attese l'arrivo del grosso della colonna. Intanto alcuni indiani del villaggio di Toro Seduto, individuato il gruppo di Custer che stazionava in prossimità dei boschi, informarono il villaggio e così intorno a mezzogiorno circa 300 indiani, tra cui i capi di guerra Fiele, Cavallo Pazzo e Pioggia-in-Faccia, si erano radunati ben nascosti nei boschi pronti ad entrare in azione.
Per attirare i soldati nella boscaglia, gli indiani fecero ricorso al solito trucco degli uomini-esca che aveva funzionato così bene nella battaglia contro gli uomini di Fetterman sette anni prima. Anche se alcuni storici propendono per questa tesi, non si sa con certezza se Cavallo Pazzo facesse parte del drappello dei sei uomini a cui fu affidato quel compito. Alla vista degli indiani le sentinelle cominciarono subito a sparare, ma la loro reazione non fermò gli assalitori che cavalcando avanti e indietro continuarono nella loro azione di disturbo. A questo punto Custer con un drappello di venti cavalleggeri al comando del fratello Tom partì all'inseguimento del gruppetto degli uomini-esca.
In seguito Custer così descrisse quell'azione nel suo rapporto ufficiale «Avendo inseguito gli indiani ad un'andatura spedita, i miei sospetti furono avvalorati dall'atteggiamento fiducioso mostrato dai sei Sioux davanti a noi, il cui percorso sembrava condurci verso un folto gruppo di alberi che si trovava lungo la riva del fiume sopra di noi. Quando eravamo quasi giunti a un tiro di fucile dagli alberi, ordinai allo squadrone di fermarsi mentre io con due aiutanti a cavallo continuai a seguire i Sioux per scoprire le loro intenzioni. Avendo lasciato indietro lo squadrone di qualche centinaio di metri, volsi lo sguardo verso un gruppo di alberi alla mia sinistra e mi fermai. Anche i sei indiani davanti a me si fermarono, come per indurmi ad un ulteriore inseguimento».
Visti vani i loro tentativi di attirare i soldati in una trappola, gli indiani che erano nel bosco uscirono allo scoperto. Custer si ritirò rapidamente protetto dalla linea di fuoco degli uomini del fratello Tom che in tal modo riuscì a frenare l'attacco degli indiani. Custer ordinò poi al capitano Moylan di portarsi con la compagnia A in un'area boschiva dove i cavalleggeri formarono un perimetro difensivo semicircolare lungo un ex canalone del fiume Yellowstone. La riva del canale a secco fungeva da eccellente riparo naturale. In una giornata caldissima, con temperature superiori a 40 gradi, gli indiani diedero fuoco all'erba secca nel tentativo di avvicinarsi ai soldati protetti dalla cortina di fumo, ma anche questo loro stratagemma risultò vano. L'assedio dei guerrieri sul distaccamento del 7º Cavalleria continuò per circa tre ore fino a quando Custer, vista diminuire l'intensità della battaglia, ordinò una carica che disperse le forze attaccanti dei Lakota Sioux. Gli indiani fuggirono a monte del fiume risalendo la valle con gli uomini di Custer che li inseguirono per quasi quattro miglia, ma non furono mai in grado di avvicinarsi abbastanza per poterli affrontare.
Dopo lo scontro con i militari, Pioggia-in-Faccia, con l'appoggio di cinque dei suoi guerrieri, in un'imboscata uccise due civiliː il veterinario John Honsinger e il vivandiere Augustus Baliran. I due, che non erano armati, si erano allontanati dal grosso della colonna di Stanley alla ricerca di prodotti particolari offerti dalla natura. Stessa sorte capitò a John Ball, un militare della compagnia F del 7º Cavalleria che venne sorpreso ed ucciso da Pioggia-in-Faccia nei pressi di una sorgente, prima che potesse accennare ad una difesa.

### Battaglia di Pease Bottom
Nei giorni che seguirono, la spedizione di Stanley continuò ad avanzare percorrendo verso ovest la valle del fiume Yellowstone. Il 10 agosto Custer si era accampato con otto compagnie del suo reggimento sulla sponda nord del fiume, proprio alla confluenza con il fiume Bighorn, nel luogo che oggi è noto come Pease Bottom.

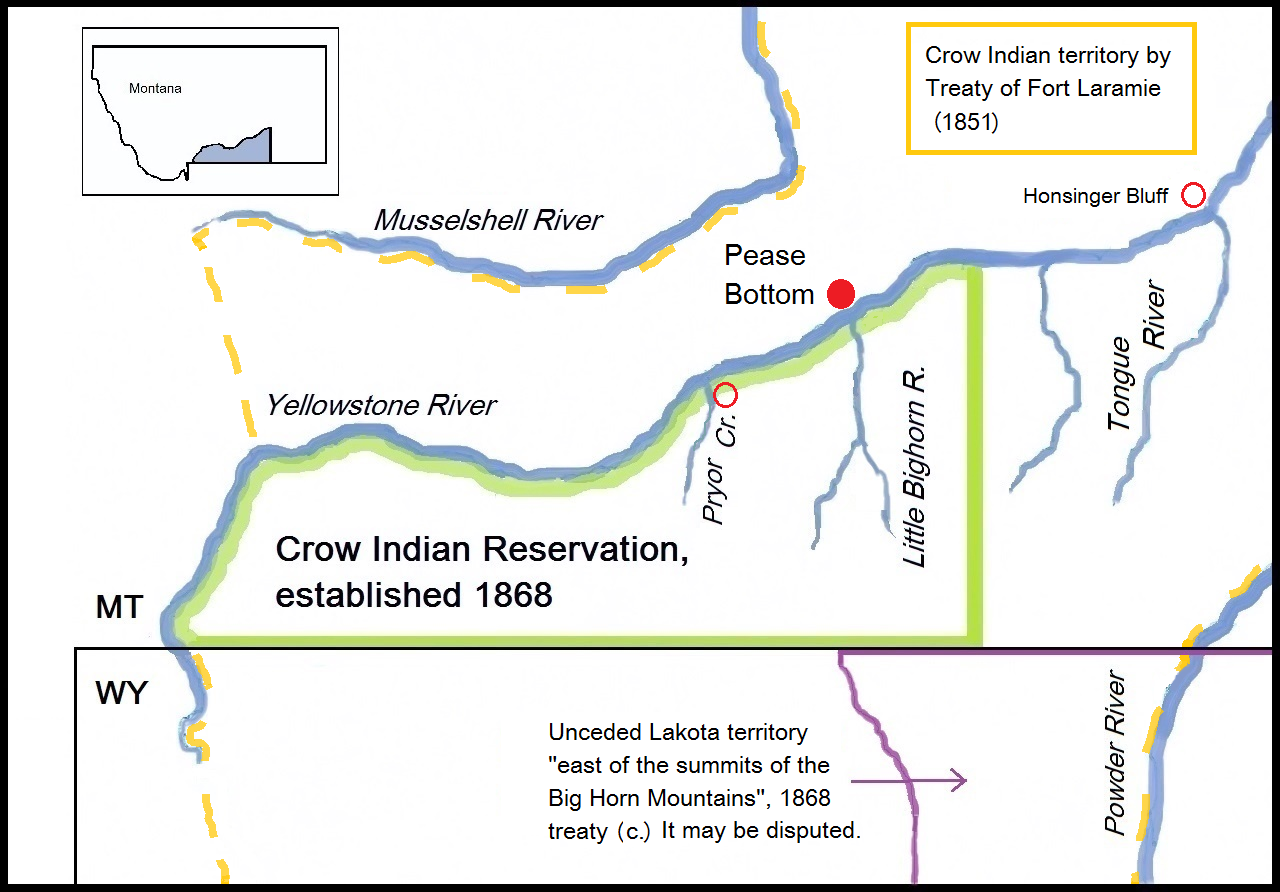
Mappa dei territori indiani con l'indicazione del luogo dove si svolse la battaglia di Pease Bottom.

Toro Seduto, intanto, dopo aver reclutato altri guerrieri Oglala, Minneconjou, e Cheyenne, preparò un nuovo attacco contro i soldati.
Il giorno 11, alle prime luci dell’alba gli indiani, che erano sempre guidati da Cavallo Pazzo, Fiele e Pioggia-in-Faccia ed erano raccolti sulle alte rocce sulla sponda sud dello Yellowstone, cominciarono a sparare contro l'accampamento dei soldati. Gli uomini di Custer risposero al fuoco e lo scontro si protrasse per varie ore fino all'arrivo del reparto di artiglieria del tenente John Webster che, con alcuni colpi di cannone ben piazzati, produsse la fuga disordinata degli indiani che sparirono dalla vista ponendo in tal modo termine alla battaglia.
Come esito dello scontro i militari dovettero lamentare la morte del soldato John H. Tuttle e il ferimento grave del tenente Charles Braden, entrambi del 7º Cavalleria. La coscia di Braden fu seriamente danneggiata da un proiettile indiano e l'ufficiale rimase in congedo per malattia permanente fino al suo ritiro dall'esercito nel 1878.

## Conseguenze
La spedizione rientrò a Fort Abraham Lincoln il 23 settembre 1873 dopo 95 giorni di missione. Nel rapporto stilato da Stanley al termine di quell'impresa egli non nascose la soddisfazione per i risultati positivi ottenuti. In tre mesi i suoi uomini avevano coperto una distanza di circa 1000 miglia, avevano superato condizioni meteorologiche avverse, combattuto contro le tribù indiane che vivevano in quel territorio ed erano riusciti ad esplorare e mappare una regione fino ad allora quasi del tutto sconosciuta. Nel suo rapporto Stanley fornì anche un’accurata e positiva descrizione degli aspetti naturalistici della valle dello Yellowstone e ciò favorì gli insediamenti in quella regione, specie dopo che la spedizione guidata da Custer nel 1874 confermò la presenza di oro nelle Black Hills.
Completamente opposta fu la situazione per la Northern Pacific. La società che aveva già problemi economici all'inizio del 1873, subì il tracollo nel settembre di quell'anno per la grave crisi del mercato azionario. Il cosiddetto “Panico del 1873” innescò un prolungato periodo di depressione economica che portò al fallimento della società e alla sospensione dei lavori della ferrovia transcontinentale che furono completati solo nel 1884.
I protagonisti della spedizione ebbero destini diversi. David Stanley continuò a prestare servizio nell'esercito e ricoprì incarichi importanti come comandante del Distretto del Nuovo Messico, prima e del Dipartimento del Texas, dopo. Lasciò il servizio nel 1892 avendo raggiunto il grado di generale di brigata. George Armstrong Custer, il fratello Tom, James Calhoun, George W. M. Yates, Coltello Insanguinato e Charley Reynolds trovarono tutti la morte nella battaglia del Little Bighorn (25 giugno 1876). Il capitano Myles Moylan e il sottotenente Charles Varnum, che erano con i reparti di Marcus Reno e Frederick Benteen, sopravvissero a quella battaglia. I due ufficiali lasciarono l'esercito rispettivamente nel 1893 e nel 1907. Thomas Rosser operò ancora per alcuni anni nel settore delle ferrovie. Fu richiamato in servizio nel 1898 e col grado di brigadiere generale prese parte alla Guerra ispano-americana. Si congedò al termine della guerra nel settembre di quell'anno.
Sul fronte opposto Toro Seduto, Cavallo Pazzo, Fiele e Pioggia-in-Faccia continuarono nella lotta di difesa del loro territorio e presero parte al vittorioso scontro del Little Bighorn. Poi le loro strade si separarono. Pressati dai soldati, Toro Seduto e Fiele nel 1877 si rifugiarono in Canada con i loro seguaci, ma quattro anni dopo rientrarono negli Stati Uniti e si arresero a Fort Buford (Territorio del Dakota).  Cavallo Pazzo, dopo una lunga fuga alla testa di 900 Oglala, vinto dalla fame si arrese presentandosi a Fort Robinson (Nebraska). Morì il 5 settembre 1877 pugnalato alla schiena con una baionetta da un soldato. Pioggia-in-Faccia si unì agli Hunkpapa di Toro Seduto in un volontario esilio in Canada dove rimase fino al 1880. Alla fine, non riuscendo a resistere alla nostalgia per la propria terra, rientrò con la sua banda in Montana per consegnarsi  ai soldati di Fort Keogh, presidio eretto tre anni prima alla confluenza dei fiumi Tongue e Yellowstone proprio in quella valle che era stata da sempre l'abituale territorio di caccia dei Lakota Sioux.